# Byråkrati
Byråkrati är en struktur och uppsättning av regler som finns för att styra en vanligen större organisation. En person som ingår i en byråkrati kan kallas byråkrat. I nedsättande bemärkelse betyder termen ämbetsmannavälde. Även om alla större organisationer har någon form av struktur som kan kallas byråkrati, används termen ofta i nedsättande bemärkelse om administrativa apparater som uppfattas som alltför omfattande eller ineffektiva. Begreppet grundades av Vincent de Gournay.[källa behövs] Ordet byråkrati härstammar från början från ‘kontorsstyre’ och byråkrat har setts som en person som utgår och styrs från ett kontor. Senare har man sett det som den byråkratiska organisationsmodellen.

## Användning av byråkrati
Max Weber lade fram en teori för hur en ideal byråkrati ska fungera för att dels stödja den större organisation (till exempel samhället, kommunen, företaget) som byråkratin är en del av, dels arbeta utan inre spänningar och konflikter. Precis som det finns en effektivaste form av lagerhållning eller marknadsföring, finns det en perfekt form av byråkrati. I denna ska befordringsgång, makt och position utgå ifrån kompetens och klara regler, och inte enligt nepotistiska mått. Den byråkratiska organisationen bör vidare karakteriseras av hög decentralisering av små beslut, men hög centralisering av stora beslut. Ett annat karaktärsdrag är kategoriseringen av kunder och en rutinmässig behandling av dessa. Två organisationstyper i den privata sektorn som visat sig fungera bättre med en webersk byråkratisk struktur är banker och försäkringsbolag.[källa behövs]
Byråkrati är den grundläggande organisationsformen i det utvecklade industrisamhället. I informella sammanhang används termen byråkrati används särskilt i informella sammanhang ofta i negativ bemärkelse och betecknar då ett tillstånd som inträder då beslut i en organisation tenderar att fattas av ämbetsmän efter vissa rutiner, snarare än av dem som är utsedda att agera beslutsfattare. Ett tecken på byråkrati är närvaron av alldeles för många blanketter, antingen av papper eller på en webbplats, och att alla man försöker vända sig till hävdar att problemet skall lösas av någon annan. Ett annat tecken på byråkrati kan vara till exempel när anställda på ett företag stelbent hänvisar till ett internt regelverk snarare än behandlar sina kunder på ett sådant sätt att företaget inte riskerar dåligt rykte. Den byråkratiska organisationsmodellen utgör ett grundmönster som har kritiserats och analyserats som ett hinder för mänsklig utmaning inom arbetslivet på grund av dess stelbenta uppbyggnad. 
Författaren Franz Kafka gestaltade ofta den enskildes maktlöshet gentemot en anonym byråkrati i sina böcker, i synnerhet i det kända verket Processen.
I den satiriska boken Parkinsons lag (1957) stipuleras att "En arbetsuppgift kommer att ta exakt den tid som är avsatt för ändamålet" – som ett exempel på byråkratiskt tankesätt. I filmen Brazil från 1985 regisserad av Terry Gilliam gestaltas en dystopisk satir-värld styrd av en jättelik byråkratisk diktatur.

### Max Webers teori om byråkrati
“Det avgörande skälet till att den byråkratiska organisationen vunnit terräng har alltid varit dess rent tekniska överlägsenhet över alla andra organisationsformer. En fullt utvecklad byråkratisk apparat förhåller sig till dessa andra former som en maskin till de icke mekaniska slagen av varuproduktion. Precision, snabbhet, entydighet, kännedom om akterna, kontinuerligt, diskretion, konsekvens, strikt subordination, minskade friktioner och minskade materiella och personella kostnader - dessa fördelar är stegrade till ett optimum vid en strikt byråkratisk förvaltning genom skolade ämbetsmän, i synnerhet i dess monokratiska form, till skillnad från alla slags former av kollegial, hedersuppdrags- eller bisysslenatur. I den mån det rör sig om komplicerade uppgifter, är avlönat byråkratiskt arbete inte endast mera noggrant utan i slutändan ofta till och med billigare än formellt sett oavlönat hedersuppdrag". 
Den analys som inriktas på byråkratins maktposition i samhället brukar se byråkratin som ett styrsystem vid sidan av demokrati, marknad och sociala normsystem. Skilda vetenskapliga discipliner lägger härvid tyngdpunkten på olika problem. Vid analysen av offentlig byråkrati har relationen till den politiska demokratin särskilt uppmärksammats. För att ett demokratiskt system ska vara vattentätt krävs många av de kvalitéer som den byråkratiska organisationsformen erbjuder. Den demokratiska styrelseapparaten en hårt strukturerad organisation som tillåter transparens och en viss tröghet för att motverka ogenomtänkta politiska beslut. 

### Webers modell
Max Weber, liksom andra forskare önskar förklara sin forskning likt modeller, Weber valde att kalla sin modell för den idealtypiska metoden.
Weber var intresserad av samhällets maktförhållanden och i en känd avhandling formulerar han en teori om byråkratins grundläggande egenskaper. Detta är komponenterna som Weber använder i sin modell.
- Arbetsledning och specialisering - Medarbetarna är specialister och har egna kompetensområden.
- Hierarkisk struktur - En tydlig struktur som påvisar vilka som är över- och underordnade, vilka som har befogenheter och vilka som är ledare.
- Generella regler - Administration och regelverk som styr företaget och företagets medarbetare. För stora företag rör de generella reglerna oftast lagbestämmelser. För organisationer inom den privata sektorn finns också lagbestämmelser men förutom det finns en del branschkutymer och interna regler.
- Karriärsystem - Den byråkratiska idealmodellen bygger på teoretisk utbildning. Befordran och anställning sker genom bedömning av teoretiska kvalifikationer. [7]